# Ievguenia Koutsepalava
Ievguenia Vladimirovna Koutsepalava (en russe : Евгения Владимировна Куцепалова) ou Iawhenia Ouladzimirawna Koutsepalava (en biélorusse : Яўге́нія Уладзі́міраўна Куцэпа́лава), née le 7 juin 1978 à Divnogorsk, est une biathlète biélorusse, à l'origine russe.

## Biographie
Elle connaît sa première expérience avec l'équipe russe aux Championnats du monde junior en 1998. En 1999, elle est médaillée d'argent à l'Universiade avec le relais.
En 2001-2002, alors transférée dans l'équipe de Biélorussie, elle prend part à son unique saison complète au niveau international, incluant sa participation aux Jeux olympiques de Salt Lake City, où elle est notamment 28e de la poursuite, lui apportant ses seuls et uniques points en Coupe du monde et aussi septième du relais.

## Palmarès

### Jeux olympiques d'hiver
| Épreuve / Édition                   | Individuel | Sprint | Poursuite | Relais |
| Jeux olympiques 2002 Salt Lake City | -          | 44e    | 28e       | 7e     |

### Coupe du monde
- Meilleur classement général : 79e en 2002.
- Meilleur résultat individuel : 28e.

### Championnats du monde de biathlon d'été
.
- Médaille d'argent du relais en 2000.